# Утичье (Омская область)
Утичье — село в Называевском районе Омской области. Административный центр Утинского сельского поселения.

## История
Основано в 1726 г. В 1928 г. состояло из 267 хозяйств, основное население — русские. Центр Утинского сельсовета Москаленского района Омского округа Сибирского края.

## Население
| 1926 | 2002 | 2010 |
| ---- | ---- | ---- |
| 1345 | ↘647 | ↘346 |